# 浜田料金所
浜田料金所（はまだりょうきんじょ）は島根県浜田市にある、浜田自動車道と山陰道の本線料金所である。
島根県警察高速道路交通警察隊浜田分駐隊が併設されている。

## 道路
- E74 浜田自動車道

## 料金所
ブース数：4

### 大朝・広島方面
- ブース数：2
  - ETC/一般:1
  - ETC専用：1

### 浜田・益田方面
- ブース数：2
  - ETC専用：1
  - 一般：1　(精算機)

## 隣
E74 E9 浜田自動車道
(3-1)浜田JCT - 浜田料金所 - (4)浜田IC